# 3380 Awaji
3380 Awaji (1940 EF) là một tiểu hành tinh vành đai chính được phát hiện ngày 15 tháng 3 năm 1940 bởi Kulin, G. ở Budapest.